# Baitul Mukarram
Baitul Mukarram (bengalsk: বায়তুল মুকাররাম, Bāẏtul Mukārram arabisk:  بيت المكرّم Det hellige Hus) er en statsejet national moské i Bangladesh. Den blev bygget i 1960 og ligger i hovedstaden Dhaka. Moskeens imam er Maulana Salahuddin og den administreres af Islam Foundation Bangladesh. Moskeen har plads til 30.000 personer. Det gør den til den 10. største i verdenen. Men moskeen bliver overfyldt især under Ramadanen. Derfor har Bangladeshs regering udvidet den, så der nu er plads til mindst 40.000.

## Arkitektur
Moskeen blev designet af arkitekt T Abdul Hussain Thariani. Moskeen har flere moderne arkitektoniske elementer, men har bevarer de traditionelle principper for moskéarkitektur. Baitul Mukarram ligner Ka'abahen i Mekka, og den er en unik moske i Bangladesh. 